# 东苏门答腊国

东苏门答腊国国旗

东苏门答腊国在印度尼西亚联邦共和国的位置

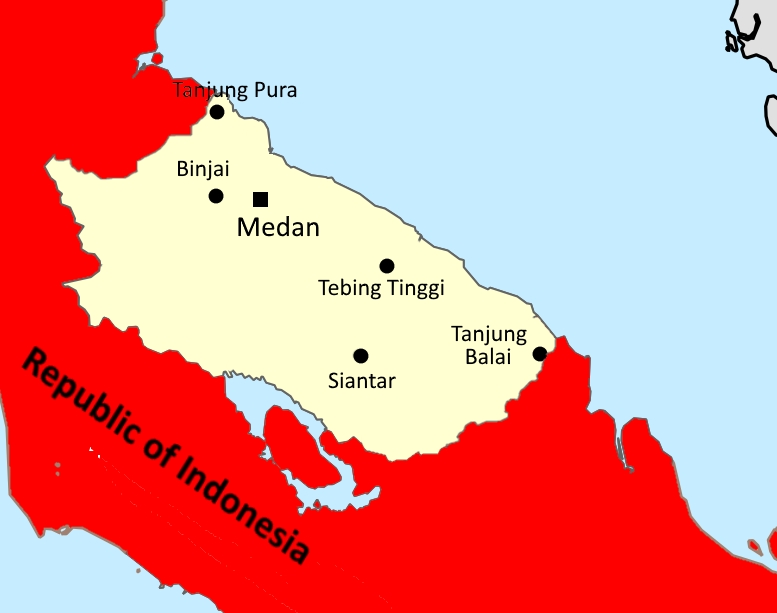
东苏门答腊国疆域图

东苏门答腊国是在1947年7月荷兰重新占领苏门答腊岛北部后，荷兰在第一次“警察行动”中（1947年12月25日）建立的政治实体，目的是对抗刚刚建立的印度尼西亚共和国。1949年，作为结束印度尼西亚民族革命的和平协议的一部分，东苏门答腊国加入印度尼西亚联邦共和国，而印度尼西亚共和国也是印度尼西亚联邦共和国的一个成员国。1950年8月15日，东苏门答腊国并入印度尼西亚共和国，成为北苏门答腊省的一部分。该国的疆域包括现在的冷吉县南部、日里雪冷县、塞尔当贝达盖县、卡罗县、斯马伦贡县、巴都巴拉县和亚沙汉县北部等。